# Cheiracanthium abbreviatum
Cheiracanthium abbreviatum là một loài nhện trong họ Miturgidae.
Loài này thuộc chi Cheiracanthium. Cheiracanthium abbreviatum được Eugène Simon miêu tả năm 1878.